# もろバス

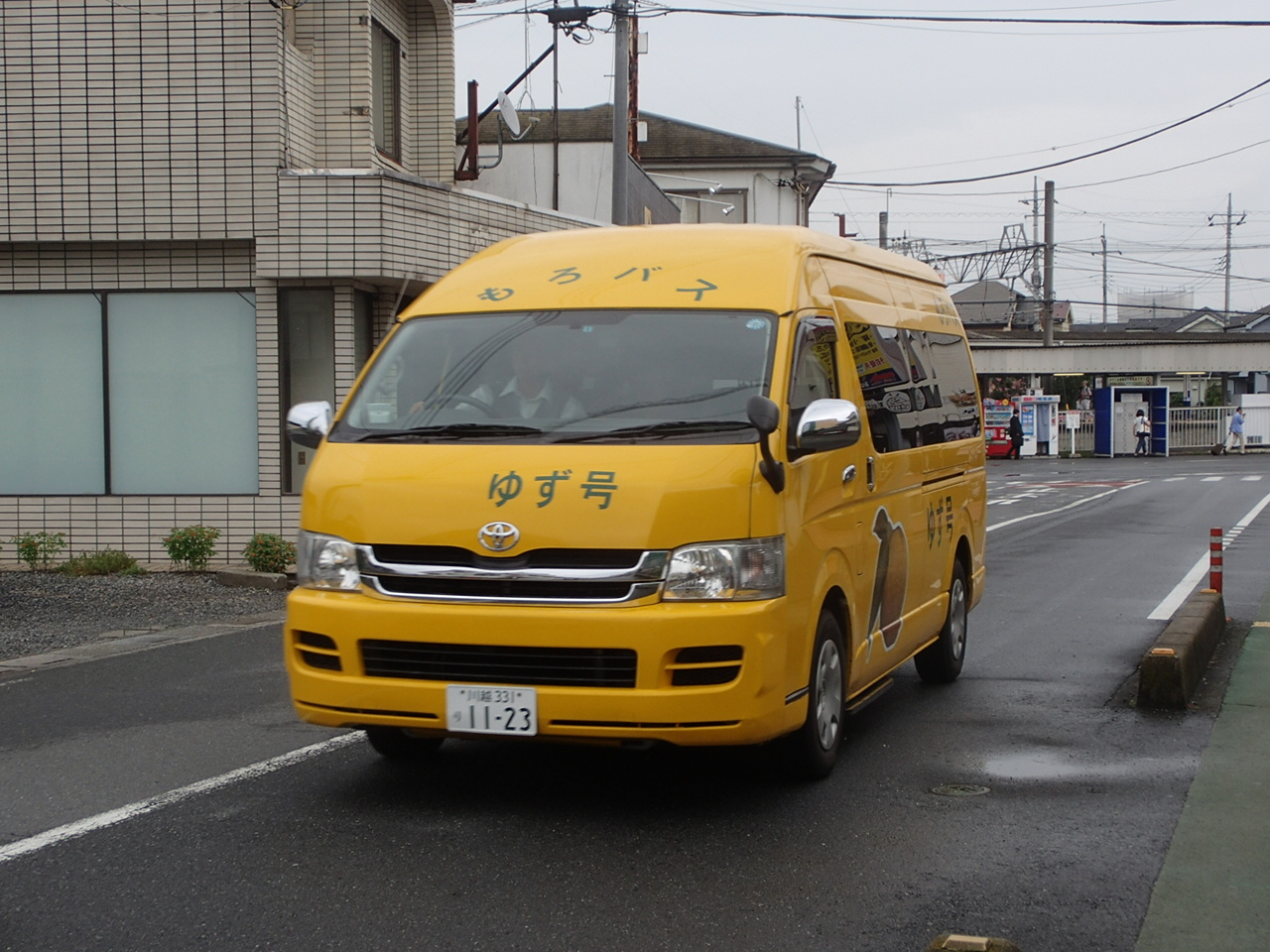
もろバス「ゆず号」の車両

もろバスは、埼玉県入間郡毛呂山町が運行するコミュニティバス（自治体バス）である。

## 概要
2009年10月1日運行開始。平日のみの運行で、当初は運賃無料であった。車両はトヨタ・ハイエースで、車体が緑色に塗られた「やぶさめ号」と、黄色に塗られた「ゆず号」が、それぞれ山コース・里コースという2つのコースを循環して運行していた。
2014年10月1日より大幅なダイヤ改正を実施し、新たに青色の「めじろ号」が誕生。従来の山コース・里コースを廃止し、1台1コースの体制に変更された。また、この改正から乗車1回ごとに100円の運賃が設定され有料化された。
2020年（令和3年）10月1日より大幅にルートを見直し、やぶさめ号は1コースから3コースへ、めじろ号は1コースから2コースへ、ゆず号は3コースから2コースへ変更された。これに伴いフリー降車区間も変更となり、ダイヤ改正が行われた。

## 路線
「やぶさめ号」「ゆず号」「めじろ号」の3系統が存在する。町役場から毛呂駅・埼玉医大を通るコースは全ての系統が通るため、最もバスの本数が多い。

### 2020年10月1日からのコース

#### めじろ号

##### 1コース
- 役場 → 図書館 → 福祉会館 → もろハピネス館 → 埼玉医大 → 役場 → 長瀬喜多福 → 日生団地公園 → 毛呂山台会館前 → 武州長瀬駅(南) → 光山小学校入口 → 学園台中央公園 → 川角駅 → 川角中学校南 → 保健センター東公民館 → 児童館 → 岡本団地入口 → 東毛呂駅とんかつ次郎 → もろハピネス館 → 埼玉医大 → 役場

##### 2コース
- 役場 → 埼玉医大 → 東毛呂駅とんかつ次郎 → 消防署 → 沢田 → 目白台1丁目 → 目白台２丁目 → 目白台３丁目 → 目白台４丁目 → 西戸公会堂 → 東原団地入口 → 毛呂山特別支援学校 → 川角ローソン裏 → 市場山崎屋 → おおくぼ橋 → 大類 → 苦林 → 玉林寺公会堂 → 歴史民俗資料館 → 川角岡野屋 → 若山2丁目 → 武州長瀬駅(北) → 川角マクドナルド前 → 前久保中央公園 → 前久保集落センター前 → 埼玉医大 → 役場

#### やぶさめ号

##### 1コース
- 役場 → 埼玉医大 → もろハピネス館 → 東毛呂駅とんかつ次郎 → 岡本団地入口 → 児童館 → 保健センター東公民館 → 川角中学校南 → 川角駅 → 市場山崎屋 → おおくぼ橋 → 大類 → 苦林 → 玉林寺公会堂 → 歴史民俗資料館 → 川角岡野屋 → 若山2丁目 → 武州長瀬駅(北) → 図書館 → 福祉会館 → もろハピネス館 → 埼玉医大 → 役場

##### 2コース
- 役場 → 埼玉医大 → もろハピネス館 → 東毛呂駅とんかつ次郎 → 岡本団地入口 → 児童館 → 保健センター東公民館 → 川角中学校南 → 川角駅 → 学園台中央公園 → 光山小学校入口 → 武州長瀬駅(南) → 毛呂山台会館前 → 日生団地公園 → 長瀬喜多福 → 役場 → 埼玉医大 → もろハピネス館 → 福祉会館 → 図書館 → 役場

##### 3コース
- 役場 → 埼玉医大 → 前久保集落センター前 → 前久保中央公園 → 川角マクドナルド前 → 武州長瀬駅(北) → 若山2丁目 → 川角ローソン裏 → 毛呂山特別支援学校 → 西戸公会堂 → 東原団地入口 → 目白台4丁目 → 目白台3丁目 → 目白台2丁目 → 目白台1丁目 → 沢田 → 消防署 → 中央公民館 → 東毛呂駅とんかつ次郎 → 役場 → 図書館 → 福祉会館 → もろハピネス館 → 埼玉医大 → 役場

#### ゆず号

##### 1コース
- 役場 → 埼玉医大 → 小田谷セブンイレブン → 総合公園 → 大谷木浅野屋 → 大谷木中央公会堂 → 鎌北湖 → 鎌北湖第二駐車場 → 阿諏訪上公会堂 → 新農道入口 → 永高印刷 → 阿諏訪公会堂 → 大学横丁(埼玉医大北側) → 埼玉医大 → もろハピネス館 → 図書館 → 福祉会館 → 東毛呂駅とんかつ次郎 → 役場

##### 2コース
- 役場 → 埼玉医大 → 毛呂本郷集会所 → もろびとの館 → 滝ノ入消防小屋 → あいあい園入口 → 上宿橋 → ベルク前 → 埼玉医大 → もろハピネス館 → 福祉会館 → 図書館 → 役場 → 東毛呂駅とんかつ次郎 → 目白台4丁目 → 目白台3丁目 → 目白台2丁目 → 目白台1丁目 → 東毛呂駅とんかつ次郎 → 埼玉医大 → 役場

### 2014年10月1日から2020年9月30日までのコース

#### やぶさめ号（里地域南コース）
- 役場 → 長瀬喜多福 → 日生団地公園 → 毛呂山台会館前 → 武州長瀬駅(南) → 光山小学校入口 → 学園台中央公園 → 川角中学校南 → 保健センター東公民館 → 川角駅 → 市場山崎屋 → おおくぼ橋 → 大類 → 苦林 → 玉林寺公会堂 → 歴史民俗資料館 → 川角岡野屋 → 若山２丁目 → 武州長瀬駅(北) → 前久保中央公園 →前久保集落センター前 → 役場 → 図書館 → 福祉会館 → 毛呂駅教育センター → 埼玉医大 → 役場

#### めじろ号（里地域北コース）
- 役場 → 東毛呂駅とんかつ次郎 → 中央公民館 → 消防署 → 目白台１丁目 → 目白台２丁目 → 目白台３丁目 → 目白台４丁目 → 西戸公会堂 → 東原団地入口 → 川角セーブオン裏 → 児童館 → 保健センター東公民館 → 川角岡野屋 → 若山２丁目 → 武州長瀬駅(北) → 前久保中央公園 → 岡本団地入口 → 東毛呂駅とんかつ次郎 → 役場 → 図書館 → 福祉会館 → 毛呂駅教育センター → 埼玉医大 → 役場

#### ゆず号（山地域コース）
- 役場 → 図書館 → 福祉会館 → 毛呂駅教育センター → 埼玉医大 → 小田谷セブンイレブン → 大谷木浅野屋 → 総合公園 → 大谷木公会堂 → 鎌北湖 → 鎌北湖第二駐車場 → 阿諏訪公会堂 → 新農道入口 → 永高印刷 → 阿諏訪公会堂 → 大学横丁 → 毛呂本郷集会所 → もろびとの館 → 滝ノ入消防小屋 → あいあい園入口 → 上宿橋 → ベルク前 → 東毛呂駅とんかつ次郎 → 役場

### 運行開始から2014年9月30日までのコース
「やぶさめ号」「ゆず号」の2系統が存在し、役場を境に山コース・里コースにそれぞれ分割されていた。

#### やぶさめ号

##### 山コース
- 役場 → 毛呂駅教育センター → 埼玉医大 → 総合公園 → 葛貫公会堂 → 大学横丁 → もろびとの館 → 上宿橋 → 役場

##### 里コース
- 通常便： 役場 → 東毛呂駅とんかつ次郎 → 目白台3丁目 → 東原団地入口 → 苦林 → 歴史民俗資料館 → 保健センター東公民館 → 岡本団地入口 → 東毛呂駅とんかつ次郎 → 役場
- 目白台・東原便： 役場 → 東毛呂駅とんかつ次郎 → 目白台3丁目 → 東原団地入口 → 東毛呂駅とんかつ次郎 → 役場
  - 目白台・東原便は2010年5月20日のダイヤ改正より運行開始。1日1本のみの運行で、東原団地入口を通過後はそのまま東毛呂駅へ直行していた。

#### ゆず号

##### 山コース
- 役場 → 毛呂駅教育センター → 埼玉医大 → 総合公園 → 大谷木中央公会堂 → 阿諏訪上公会堂 → 永高印刷 → 毛呂本郷集会場 → 東毛呂駅とんかつ次郎 → 役場
- 役場 → 毛呂駅教育センター → 埼玉医大 → 総合公園 → 大谷木中央公会堂 → 鎌北湖 → 永高印刷 → 毛呂本郷集会場 → 東毛呂駅とんかつ次郎 → 役場

##### 里コース
- 役場 → 武州長瀬駅（南） → 学園大中央公園 → 保健センター東公民館 → 川角駅 → 歴史民俗資料館 → 武州長瀬駅（北） → 前久保農村集落センター前 → 役場